# Carolina County Ball
Carolina County Ball es el segundo álbum del grupo Elf, lanzado en 1974.
Este álbum fue lanzado en EE. UU. y Japón como LA 59, contando una vez más con el bajista de Deep Purple, Roger Glover en la producción.

## Lista de canciones
Lado A

Todas las canciones escritas y compuestas por Dio and Soule.. 
| N.º | Título                 | Duración |  |
| 1.  | «Carolina County Ball» | 4:46     |  |
| 2.  | «L.A. 59»              | 4:21     |  |
| 3.  | «Ain't It All Amusing» | 5:01     |  |
| 4.  | «Happy»                | 5:28     |  |

Lado B
| N.º | Título                            | Duración |  |
| 5.  | «Annie New Orleans»               | 3:01     |  |
| 6.  | «Rocking Chair Rock'n'Roll Blues» | 5:36     |  |
| 7.  | «Rainbow»                         | 4:00     |  |
| 8.  | «Do the Same Thing»               | 3:10     |  |
| 9.  | «Blanche»                         | 2:31     |  |

## Personal
Elf
- Ronnie James Dio - voz
- Steve Edwards - guitarra
- Mickey Lee Soule - teclados
- Craig Gruber - bajo
- Gary Driscoll - batería

Con
- Helen Chappell, Liza Strike, & Barry St. John - coros
- Mountain Fjord, M.D., & Martyn Ford - cuerdas
- Ray Swinfield - clarinete
- Chris Pyne - trombón
- Henry Lowther - trompeta
- The Manor Chorus - coros en "Blanche"
- Simon Heyworth & Lou (Conway) Austin - ingenieros de grabación
- Colin Hart & Raymond Da'Rio - equipamiento
- Roger Glover - arreglos de cuerdas, producción
- Fin Costello - fotografía